# Journal of the Southeast Asian Linguistics Society
Le Journal of the Southeast Asian Linguistics Society (JSEALS; Journal de la Société de linguistique de l'Asie du Sud-Est) est une revue scientifique à comité de lecture de linguistique fondée en 2007, publiant des articles sur les langues d'Asie du Sud-Est.
Elle est publiée depuis 2009 par University of Hawai'i Press. Mark Alves est le rédacteur en chef.
Cette revue en libre accès "diamant" (sans frais pour les lectrices et lecteurs ni pour les autrices et auteurs) est indexée dans les listes de référence de revue scientifiques comme Scopus.